# Fieliks Gromow
Fieliks Nikołajewicz Gromow, ros. Феликс Николаевич Громов (ur. 29 sierpnia 1937 we Władywostoku, zm. 22 stycznia 2021) – radziecki i rosyjski dowódca wojskowy, dowódca Marynarki Wojennej Federacji Rosyjskiej (1992–1997), admirał floty.

## Życiorys
Ukończył Wyższą Szkołę Marynarki Wojennej Pacyfiku im. S. Makarowa w 1959, kursy akademickie Akademii Marynarki Wojennej w 1977, Akademię Marynarki Wojennej (zaocznie) w 1983, Akademia Sztabu Generalnego Sił Zbrojnych ZSRR (eksternistycznie) w 1991. Po ukończeniu studiów w 1959 roku służył w różnych jednostkach Floty Oceanu Spokojnego, w latach 1967–1976 był starszym asystentem dowódcy i dowódcą niszczyciela, następnie – starszym asystentem i dowódcą lekkiego krążownika i krążownika flagowego Floty Pacyfiku; 1977–1981 – szefem sztabu wydziału szkolenia okrętów bazy marynarki wojennej Leningradu; 1981–1984 – szefem sztabu, następnie dowódcą eskadry operacyjnej; 1984–1988 – zastępcą dowódcy Floty Północnej; 1988–1991 – dowódcą Floty Północnej. W styczniu 1992 został mianowany pierwszym zastępcą dowódcy Marynarki Wojennej Wspólnoty Niepodległych Państw. 19 sierpnia 1992 został mianowany dowódcą Marynarki Wojennej Federacji Rosyjskiej. 7 listopada 1997 dekretem Prezydenta Federacji Rosyjskiej przeniesiony do rezerwy po osiągnięciu granicy wiekowej i zwolniony ze stanowiska.
Żonaty, miał dwoje dzieci.

## Odznaczenia
- Order Rewolucji Październikowej;
- Order „Za służbę Ojczyźnie w Siłach Zbrojnych ZSRR” II i III klasy;
- Order „Za zasługi dla Ojczyzny” IV kl.;
- Order „Za zasługi wojskowe”;
- i medale.